# Вільхуватська сільська рада (Великобурлуцький район)
Вільхува́тська сільська́ ра́да — адміністративно-територіальна одиниця та орган місцевого самоврядування в Великобурлуцькому районі Харківської області. Адміністративний центр — село Вільхуватка.

## Загальні відомості
- Вільхуватська сільська рада утворена в 1929 році.
- Територія ради: 105,04 км²
- Населення ради: 2 195 осіб (станом на 2001 рік)

## Населені пункти
Сільській раді були підпорядковані населені пункти:
- с. Вільхуватка
- с. Анискине
- с. Водяне
- с. Довгеньке
- с. Зарубинка
- с. Івашкине
- с. Комісарове
- с. Устинівка
- с. Широке
- колишнє село Попельне, зняте з обліку 2008 року

## Склад ради
Рада складалася з 16 депутатів та голови.
- Голова ради: Катасонов Володимир Олександрович
- Секретар ради: Пєвцев Сергій Петрович

### Керівний склад попередніх скликань
| Прізвище, ім'я, по батькові       | Основні відомості                                    | Дата обрання | Дата звільнення |
| --------------------------------- | ---------------------------------------------------- | ------------ | --------------- |
| Сорокін Олександр Володимирович   | Сільський голова, 1959 року народження, безпартійний | 26.03.2006   | 31.10.2010      |
| Катасонов Володимир Олександрович | Сільський голова, 1964 року народження, освіта вища  | 31.10.2010   |                 |

Примітка: таблиця складена за даними сайту Верховної Ради України

### Депутати
За результатами місцевих виборів 2010 року депутатами ради стали:

#### За суб'єктами висування
| Суб'єкт висування | Кількість обраних депутатів | %    |
| ----------------- | --------------------------- | ---- |
| Партія регіонів   | 11                          | 68,8 |
| Самовисування     | 5                           | 31,3 |

#### За округами
| № округу        | Прізвище, ім'я, по батькові     | Дата визнання обраним | Освіта             | Партійна приналежність | Відомості про обраного депутата                          |
| --------------- | ------------------------------- | --------------------- | ------------------ | ---------------------- | -------------------------------------------------------- |
| Партія регіонів |                                 |                       |                    |                        |                                                          |
| 1               | Шев'якова Ганна Вікторівна      | 05.11.2010            | середня            | член Партії регіонів   | Вільхуватська застава, кухар                             |
| 4               | Посохов Володимир Андрійович    | 01.04.2012            | вища               | член Партії регіонів   | пенсіонер                                                |
| 6               | Посохова Антоніна Іванівна      | 01.04.2012            | вища               | член Партії регіонів   | Вільхуватський навчально-виховний комплекс, вчитель      |
| 7               | Гладкова Галина Іванівна        | 05.11.2010            | середня спеціальна | позапартійна           | Сільський фельдшерсько-акушерський пункт, медична сестра |
| 8               | Пєвцева Любов Вікторівна        | 05.11.2010            | середня спеціальна | член Партії регіонів   | Сільський фельдшерсько-акушерський пункт, медична сестра |
| 9               | Мішнєв Сергій Миколайович       | 05.11.2010            | середня спеціальна | позапартійний          | ФГ «Ольховатка», завідувач господарства                  |
| 11              | Санін Андрій Григорович         | 07.11.2011            | середня            | член Партії регіонів   | ТОВ «Заря», механізатор                                  |
| 13              | Іванова Наталя Іванівна         | 05.11.2010            | середня спеціальна | позапартійна           | фельдшерсько-акушерський пункт, завідувачка              |
| 14              | Гусєва Наталя Іванівна          | 05.11.2010            | середня            | позапартійна           | тимчасово не працює                                      |
| 15              | Маренич Юрій Олексійович        | 05.11.2010            | вища               | член Партії регіонів   | ПП Маренич, керівник                                     |
| 16              | Яурова Людмила Миколаївна       | 05.11.2010            | середня спеціальна | позапартійна           | Вільхуватська с/р, секретар                              |
| Самовисування   |                                 |                       |                    |                        |                                                          |
| 2               | Пєвцев Сергій Петрович          | 05.11.2010            | вища               | позапартійний          | Міловська загальноосвітня школа, директор                |
| 3               | Бондар Федір Миколайович        | 05.11.2010            | середня спеціальна | позапартійний          | тимчасово не працює                                      |
| 5               | Катасонова Анжела Володимирівна | 05.11.2010            | вища               | позапартійна           | завідувачка кадрів                                       |
| 10              | Яковенко Василь Андрійович      | 05.11.2010            | середня            | позапартійний          | ФГ «Ольховатка», механізатор                             |
| 12              | Єршова Тетяна Василівна         | 05.11.2010            | середня спеціальна | позапартійна           | приватне підприємство, реалізатор                        |